# استئناف

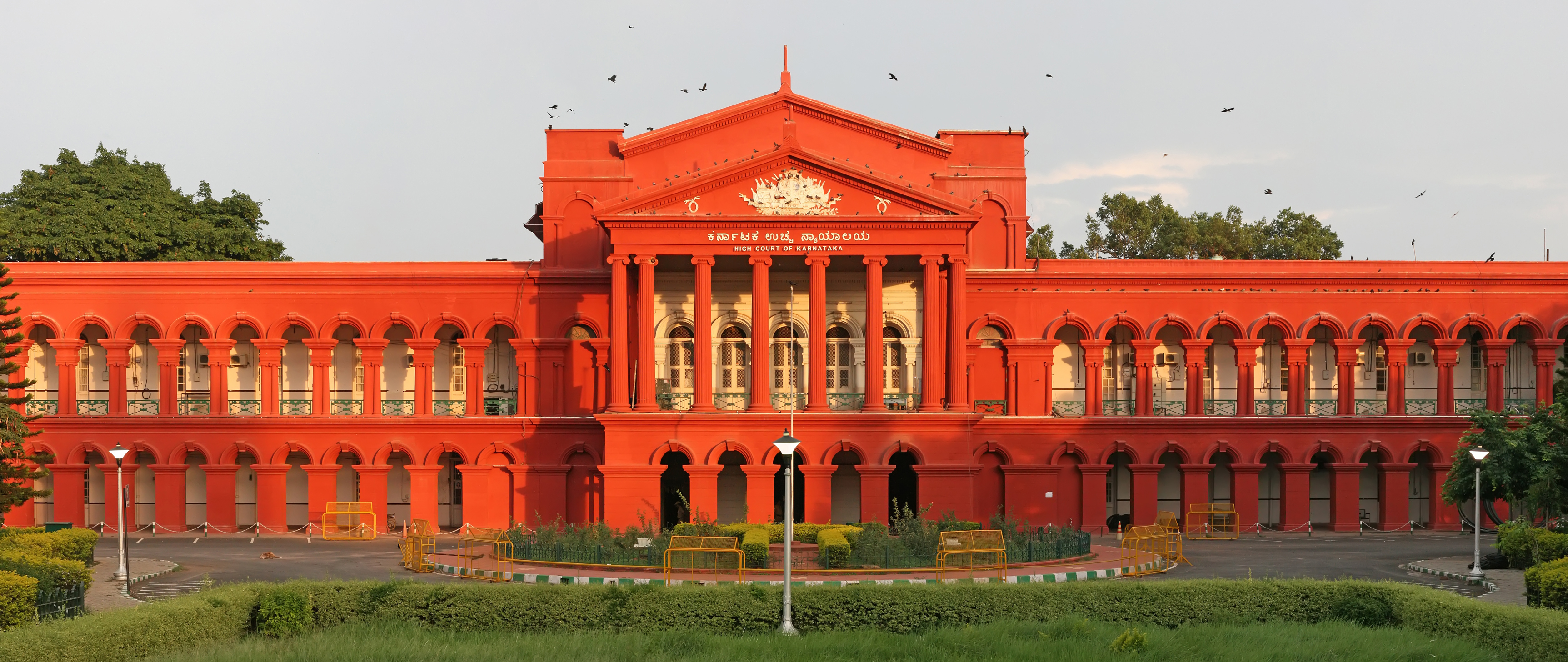
المحكمة العليا -كارناتاكا- من خلالها يسمع في المقام الأول الطعون المقدمة من المحاكم الجزئية في ولاية هندية

الاستئناف هي العملية التي تجري فيها مراجعة الحالات، حيث تطلب الأطراف إجراء تغيير رسمي في قرار رسمي أو إعادة النظر فيه. وظيفة الاستئناف كعملية لتصحيح الخطأ وكذلك عملية توضيح وتفسير القانون. كما أن محاكم الاستئناف موجودة منذ آلاف السنيين.

## التاريخ
توجد محاكم الاستئناف وغيرها من أنظمة تصحيح الأخطاء منذ آلاف السنين. خلال فترة سلالة بابل الأولى، خدم حمورابي وحكامه أعلى محاكم الاستئناف في الأرض.
استخدم القانون الروماني القديم تسلسلًا هرميًا معقدًا لمحاكم الاستئناف، حيث يسمع الإمبراطور بعض الاستئنافات.
في القرن الثامن عشر، لاحظ ويليام بلاكستون في كتابه تعليقات على قوانين إنكلترا أن الطعون موجودة كشكل من أشكال تصحيح الخطأ في القانون العام في عهد إدوارد الثالث ملك إنجلترا.
على الرغم من أن بعض العلماء يجادلون بأن «الحق في الاستئناف هو في حد ذاته مصلحة جوهرية للحرية»، وقد لاحظ المعلقون أن السلطات القضائية للقانون العام كانت «بطيئة بشكل خاص في دمج الحق في الطعن في فقه القانون المدني أو الجنائي». على سبيل المثال، أنشأت الولايات المتحدة أول نظام لمحاكم الاستئناف الفيدرالية في عام 1789، ولكن لم يكن هناك حق فيدرالي للطعن في الولايات المتحدة حتى عام1889، عندما أصدر الكونغرس قانون القضاء للسماح بالطعون في حالات رأس المال. مُدِّد بعد ذلك بعامين الحق في الطعون إلى قضايا جنائية أخرى، وأنشئت محاكم الاستئناف في الولايات المتحدة لمراجعة القرارات الصادرة عن محاكم المقاطعات. بعض الدول، مثل مينيسوتا وهي (دولة في أعالي الغرب الأوسط وشمال مناطق الولايات المتحدة)، ما زالت لا تعترف رسمياً بالحق في الطعون الجنائية.

## إجراء الاستئناف
على الرغم من أن بعض المحاكم تسمح بالطعون في المراحل الأولية من التقاضي، فإن معظم المتقاضين يستأنفون الأوامر النهائية والأحكام الصادرة من المحاكم الدنيا. من المبادئ الأساسية للعديد من النظم القانونية أن محاكم الاستئناف تراجع مسائل القوانيين المختصة بالطعون، لكن محاكم الاستئناف لا تقوم بتقصي الحقائق بشكل مستقل. وبدلاً من ذلك، تأجيل محاكم الاستئناف عمومًا للسجل الذي حددته محكمة الموضوع، إلا إذا حدث خطأ ما أثناء عملية تقصي الحقائق. توفر العديد من الولايات القضائية حقًا دستوريًا للمتقاضين في الطعن في القرارات السلبية. ومع ذلك، فإن معظم السلطات القضائية تعترف أيضًا أنه يجوز التنازل عن هذا الحق.
عادة ما تبدأ عملية الاستئناف عندما تمنح محكمة الاستئناف التماسًا لأحد الأطراف